# Anne Rats

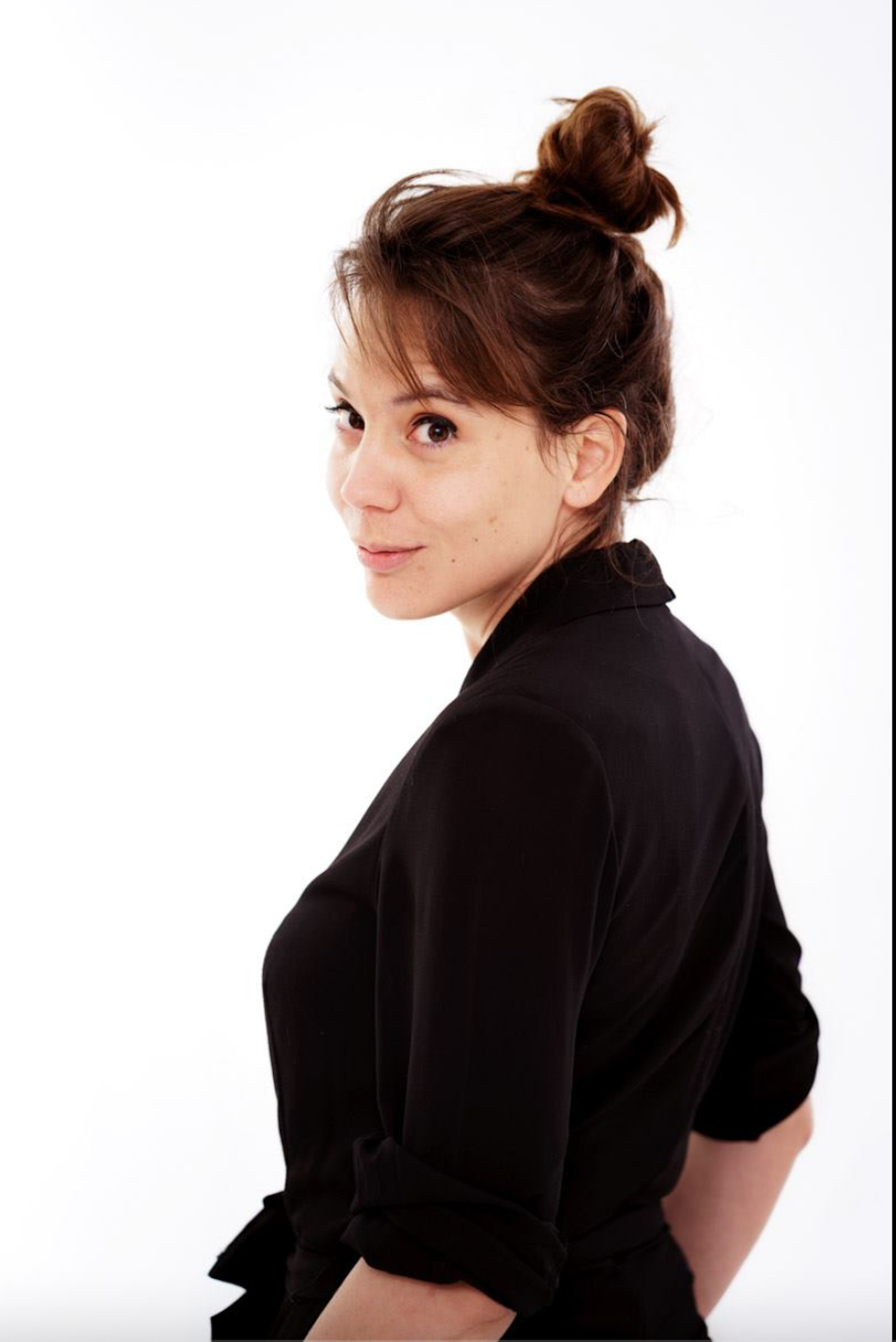
Anne Rats

Anne Hendrika Josephina Rats (* 18. September 1987 in Amstelveen) ist eine niederländische Schauspielerin. Bekannt wurde sie in Otje.

## Leben
Anne Rats stand bereits als 11-jährige für die Kinderserie Otje vor der Kamera. Sie absolvierte bis zum Jahr 2010 eine professionelle Schauspielausbildung in Amsterdam. Seither wirkte sie in mehreren Filmen und Fernsehserien mit. Sie spielt auch an verschiedenen Theatern mit. Im Jahr 2015 wirkte sie in der holländischen Adaption der deutschen Fernsehserie Danni Lowinski mit. Außerdem bekam sie 2016 eine Rolle in Land van Lubbers. 2022 war Rats in Breathe zu sehen. Daneben spielte sie auch in mehreren Werbespots mit, so beispielsweise für T-Mobile Netherlands.

## Filmografie
- 1998–1999: Otje (Serie, 13 Folgen)
- 2001–2005: Intocht van Sinterklaas (Serie, 3 Folgen)
- 2001–2009: Sinterklaasjournaal (Serie, 62 Folgen)
- 2009: Coach
- 2010: Over
- 2011: Rembrandt en ik
- 2011: All Stars 2: Old Stars
- 2011: Heraut
- 2012: Lijn 32 (Fernsehserie)
- 2012: Elkedag
- 2012–2022: Flikken Maastricht (Serie, 2 Folgen)
- 2014: Ricochet
- 2015: Danni Lowinski (Serie, 1 Folge)
- 2016: Land van Lubbers
- 2022: Breathe